# 木村楓
木村 楓（きむら かえで、1999年〈平成11年〉12月3日 - ）は、日本のモデル、レースクイーン、茨城県出身。イー・スマイル所属。愛称は「かえぴょん」。

## 略歴
高校卒業後は幼稚園教諭（幼稚園・保育士教諭免許を持つ）をしていたが、林紗久羅に憧れたのをきっかけにレースクイーンを志すようになり、わずか2年で幼稚園を辞めオーディションを受けるようになる。
その後はニュージャパンキックボクシング連盟（NJKF）のラウンドガール等の活動をしていたが、2023年3月、林が所属するイー・スマイルと契約を結んだ。同年、SUPER GT500クラス『SARDイメージガール』とスーパー耐久『D'station フレッシュエンジェルズ』を兼任。いずれも、憧れだった林と共働する形でのRQデビューとなった。同年7月17日、『日本レースクイーン大賞2023』で新人部門グランプリを受賞。
翌2024年もSARDイメージガールとしての活動を継続。2年連続のSARDイメージガール起用は水瀬きい以来8年ぶりとなった。また同年度のフレッシュエンジェルズについては継続せず、『CATACLEAN Twinkles』（Ksフロンティア KTMカーズ）としてスーパー耐久のRQを担当。ラウンドガールとしては西口プロレスのリングガールに当たる『西口向上委員会』の2024年度メンバーを務め。同年11月5日には、RIZINガールの2025年度メンバーにも選出された。
2025年はSARDイメージガールを河村澪に譲り、『KOBELCO GIRLS』としてTGR TEAM SARDのアンバサダーを務める。

## 人物
- 学生時代は陸上部で長距離走を走ったことがある[5]。他にピアノも得意[5]。
- 趣味は料理、犬の散歩[5]。
- 乃木坂46のファンで、特に遠藤さくらと池田瑛紗推しである[15]。

## 活動

### レースクイーン
| 年     | カテゴリー   | クラス | チーム名                                              | 他メンバー                   | 出典   |
| ------ | ------------ | ------ | ----------------------------------------------------- | ---------------------------- | ------ |
| 2023年 | SUPER GT     | 500    | SARDイメージガール （TGR TEAM SARD）                  |                              | [ 3 ]  |
| 2023年 | スーパー耐久 | ST-1   | D'station フレッシュエンジェルズ （D'Station Racing） | 林紗久羅・水瀬琴音・前田星奈 | [ 8 ]  |
| 2024年 | SUPER GT     | 500    | SARDイメージガール （TGR TEAM SARD）                  |                              | [ 9 ]  |
| 2024年 | スーパー耐久 | ST-1   | CATACLEAN Twinkles （Ksフロンティア KTMカーズ）       | 原あゆみ                     | [ 11 ] |
| 2025年 | SUPER GT     | 500    | KOBELCO GIRLS （TGR TEAM SARD）                       | 宮瀬七海・名取くるみ         | [ 14 ] |

### ラウンドガール
- ニュージャパンキックボクシング連盟（NJKF）ラウンドガール（2023年）[6][1]
- 西口プロレスリングガール『西口向上委員会』（2024年）[12]
- RIZIN FIGHTING FEDERATION『RIZINガール』（2025年）[注 3]

### イベント出演
- 東京オートサロン2023『BYD』ブースモデル[注 5]
- ニコニコ超会議2023『SANYO』ブースコンパニオン[注 6]
- 東京ゲームショウ2023『CROOZ Blockchain Lab×gumi』ブースコンパニオン[注 7]
- JAPAN MOBILITY SHOW2023『キッザニア マツダ』ブースコンパニオン[19]
- CEATEC 2022[1]
- JIMTOF 2022[1]